# Giacinto Minnocci
Giacinto Minnocci (Alatri, 16 agosto 1916 – Alatri, 13 gennaio 2011) è stato un politico italiano.

## Biografia
Esponente del Partito Socialista Italiano, Giacinto Minnocci è stato Presidente dell'Ente Provinciale per il Turismo di Frosinone dal 1965 al 1970. Ha ricoperto l'incarico di sindaco di Alatri (1945-1946), di consigliere e assessore provinciale.
Nel 1968 è stato eletto senatore nel collegio di Sora e Cassino, venendo riconfermato nel 1972 e nel 1976.